# Islas Hormigas
Islas Hormigas este o arie protejată (arie de protecție specială avifaunistică — SPA) din Spania întinsă pe o suprafață de 153,91 ha, din care 99 % marine.

## Localizare
Centrul sitului Islas Hormigas este situat la coordonatele 37°39′18″N 0°39′01″W / 37.655°N 0.6503°V.

## Înființare
Situl Islas Hormigas a fost declarat arie de protecție specială avifaunistică în octombrie 2000 pentru a proteja 5 specii de animale.

## Biodiversitate
Situată în ecoregiunile marină mediteraneană și mediteraneană, aria protejată conține 2 habitate naturale: Recifuri, Tufărișuri halo-nitrofile (Pegano-Salsoletea).
La baza desemnării sitului se află mai multe specii protejate:
- păsări (3): alca (Alca torda), Hydrobates pelagicus, codroșul de pădure (Phoenicurus phoenicurus)
- mamifere (1): delfin mare (Tursiops truncatus)
- reptile (1): Caretta caretta

Pe lângă speciile protejate, pe teritoriul sitului au mai fost identificate 1 specie de păsări, 5 specii de mamifere, 1 specie de reptile.